# Volta a Llombardia 2001
La 95a edició de la Volta a Llombardia es disputà el 21 d'octubre de 2001. L'italià Danilo Di Luca en fou el vencedor.

## Classificació General
|    | Ciclista            | Equip             | Temps      |
| -- | ------------------- | ----------------- | ---------- |
| 1  | Danilo Di Luca      | Cantina Tollo     | 6h 38' 29" |
| 2  | Giuliano Figueras   | Ceramiche Panaria | m. t.      |
| 3  | Michael Boogerd     | Rabobank ProTeam  | + 01"      |
| 4  | Richard Virenque    | Domo-Farm Frites  | + 04"      |
| 5  | Michele Bartoli     | Mapei             | + 1' 25"   |
| 6  | Beat Zberg          | Rabobank ProTeam  | m. t.      |
| 7  | Maximilian Sciandri | Lampre-Daikin     | + 1' 26"   |
| 8  | Wladimir Belli      | Fassa Bortolo     | + 1' 27"   |
| 9  | Niklas Axelsson     | Alessio           | + 1' 31"   |
| 10 | Francisco Mancebo   | iBanesto.com      | + 2' 25"   |